# 1419

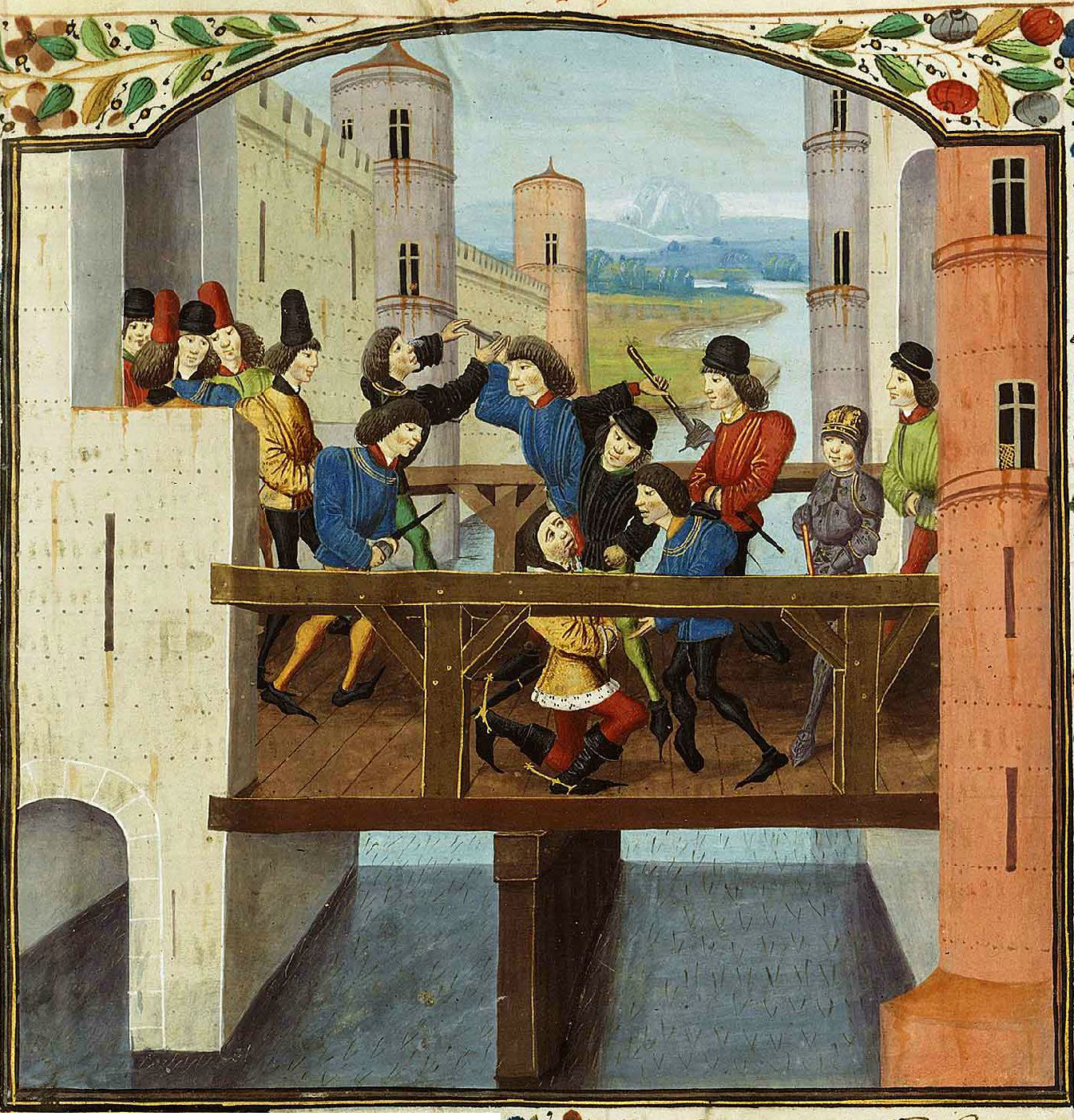
moord op Jan zonder Vrees

Het jaar 1419 is het 19e jaar in de 15e eeuw volgens de christelijke jaartelling.

## Gebeurtenissen
januari
- 19 - Na een beleg waarbij de burgers zijn uitgehongerd geeft de stad Rouen zich over aan Hendrik V van Engeland.

februari
- 13 - Zoen van Woudrichem: Verdrag tussen Jacoba van Beieren en Jan VI van Beieren om hun strijd (deel van de Hoekse en Kabeljauwse twisten) te beëindigen. Jan zal bepaalde steden in handen krijgen, wordt erfgenaam over deze landen van Jacoba, en zal ze vijf jaar lang als stadhouder besturen, waarbij Jacoba als landsvrouwe de inkomsten ontvangt.

april
- 23 - Terborg ontvangt stadsrechten.
- 30 - stadsbrand van 's-Hertogenbosch: 112 mensen komen om. Alle huizen aan de oost- een noordzijde van de markt, het gasthuis en het klooster branden vrijwel volledig af.

juli
- 8 - Jan zonder Vrees en de dauphin Karel ontmoeten elkaar in Pouilly-le-Fort en sluiten wat het verdrag van Ponceau moet worden, waarin de burgeroorlog tussen Armagnacs en Bourguignons wordt bijgelegd om gezamenlijk tegen de opmars van Hendrik V van Engeland op te treden.
- 14 - Margaretha van Comminges trouwt met Mattheus van Foix
- 30 - Eerste Praagse Defenestratie: Zeven leden van het stadsbestuur van Praag worden door woedende burgers gedood door hen uit het raam van het stadhuis te gooien. Ze hadden geweigerd om enkele gevangen Hussieten vrij te laten. Het incident is aanleiding van de Hussietenoorlogen.

augustus
- 19 of 20 - Slag bij Miedum: Een groep Vetkopers wordt na een mislukte aanval op Franeker verslagen door Schieringers onder Sicko Sjaerda.

september
- 10 - Tijdens een bijeenkomst in Ponceau, waarbij het verdrag van Ponceau zou moeten worden bekrachtigd, is de stemming grimmig, uitlopend in de moord op Jan zonder Vrees door militante Armagnacs.

oktober
- 17 - Inwijding van de Begijnhofkapel in Amsterdam door de vicaris-generaal van de bisschop van Utrecht.

december
- december - Filips de Goede gaat formeel een bondgenootschap aan met de Engelsen.

zonder datum
- De Ottomanen onder Mehmet I veroveren de Dobroedzja.
- Gazarië en Taman komen in handen van Genua.
- Stichting van de Universiteit van Rostock.
- Stichting van het Tibetaanse klooster Sera.
- Madeira wordt door de Portugezen João Gonçalves Zarco en Tristão Vaz Teixeira, uitgestuurd door Hendrik de Zeevaarder, (her)ontdekt.
- Het bisdom Florence ontvangt de status van metropolitaan aartsbisdom.

## Opvolging
- Bohemen en Luxemburg - Wenceslaus opgevolgd door zijn halfbroer koning Sigismund
- Bourgondië, Vlaanderen en Artesië - Jan zonder Vrees opgevolgd door zijn zoon Filips de Goede
- Generalitat de Catalunya - Andreu Bertran opgevolgd door Joan Desgarrigues
- Granada - Mohammed VIII opgevolgd door Mohammed IX
- Liegnitz - Wenceslaus II opgevolgd door Lodewijk van Brieg
- Luik (16 juni) - Jan van Wallenrode opgevolgd door Jan van Heinsberg
- Mainz - Johan II van Nassau-Wiesbaden-Idstein opgevolgd door Koenraad III van Dhaun
- Saksen - Rudolf III opgevolgd door zijn broer Albrecht III
- Sicilië (onderkoning) - Domènec Ram i Lanaja opgevolgd door Anton van Cardona
- Sukhotai - Thammaracha III opgevolgd door Thammaracha IV
- Württemberg - Everhard IV opgevolgd door zijn zoons Lodewijk I en Ulrich V onder regentschap van hun moeder Henriëtte van Mömpelgard

## Afbeeldingen

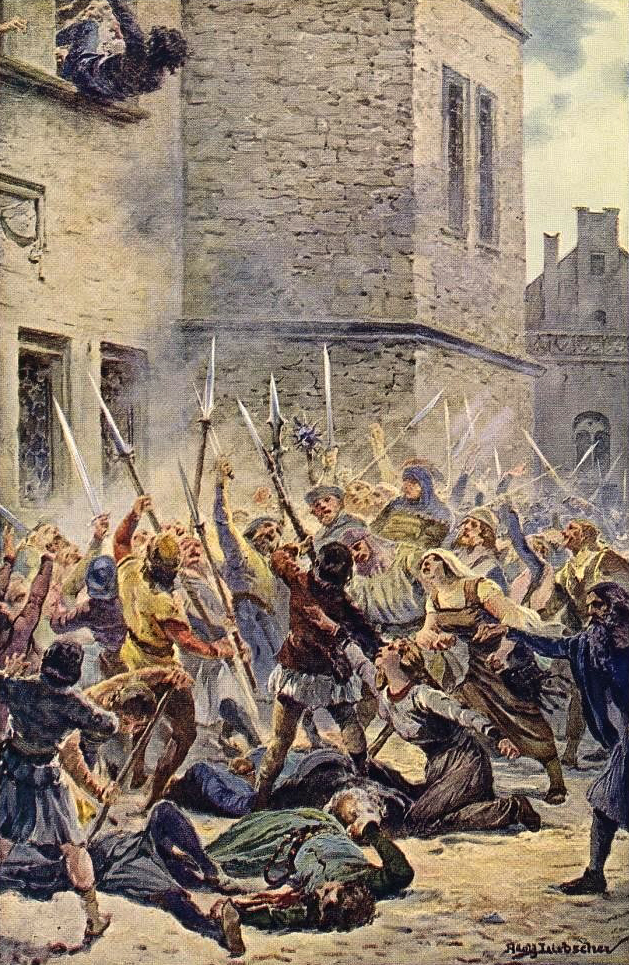
Defenestratie van Praag
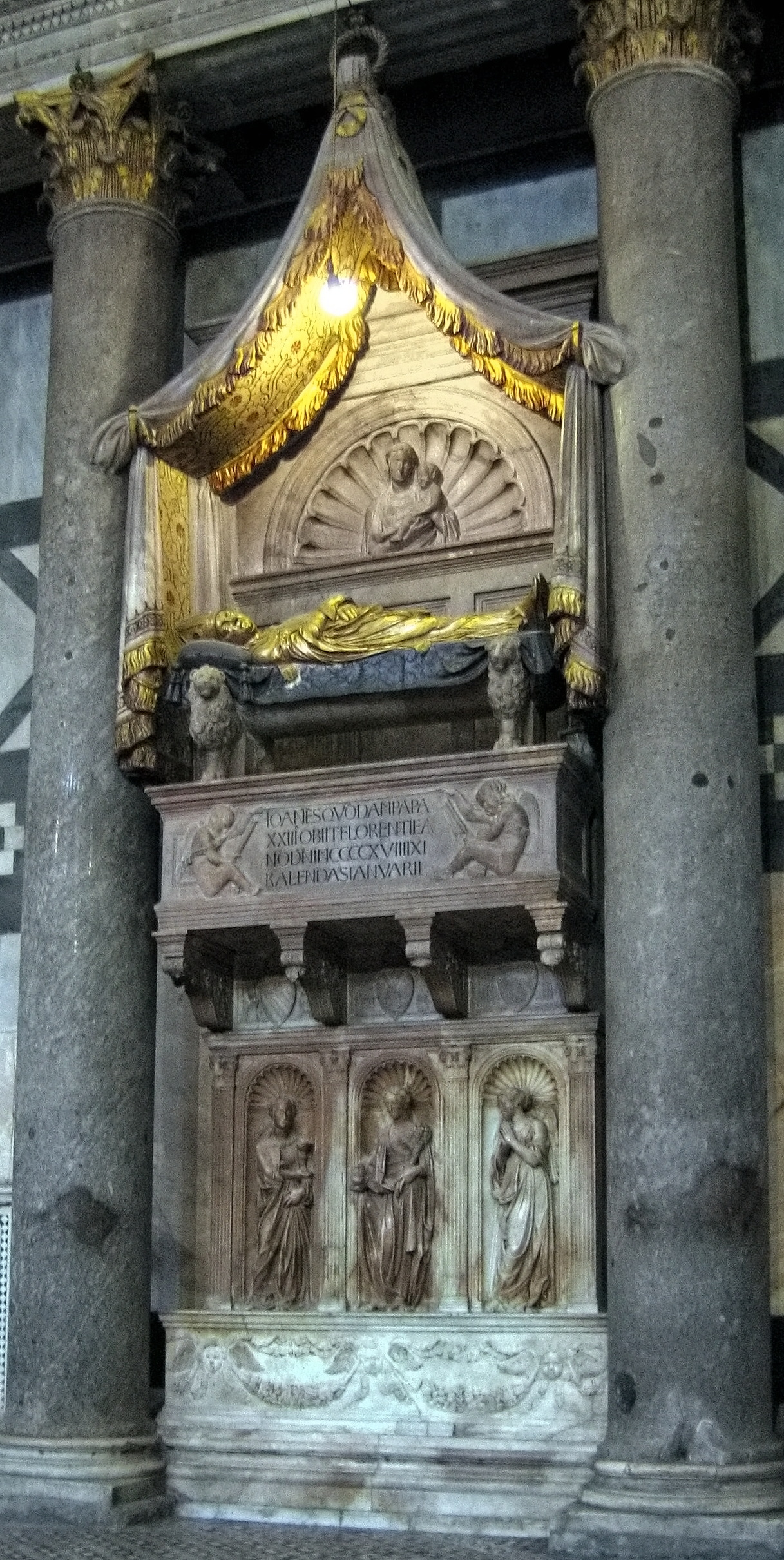
Grafmonument van Johannes XXIII
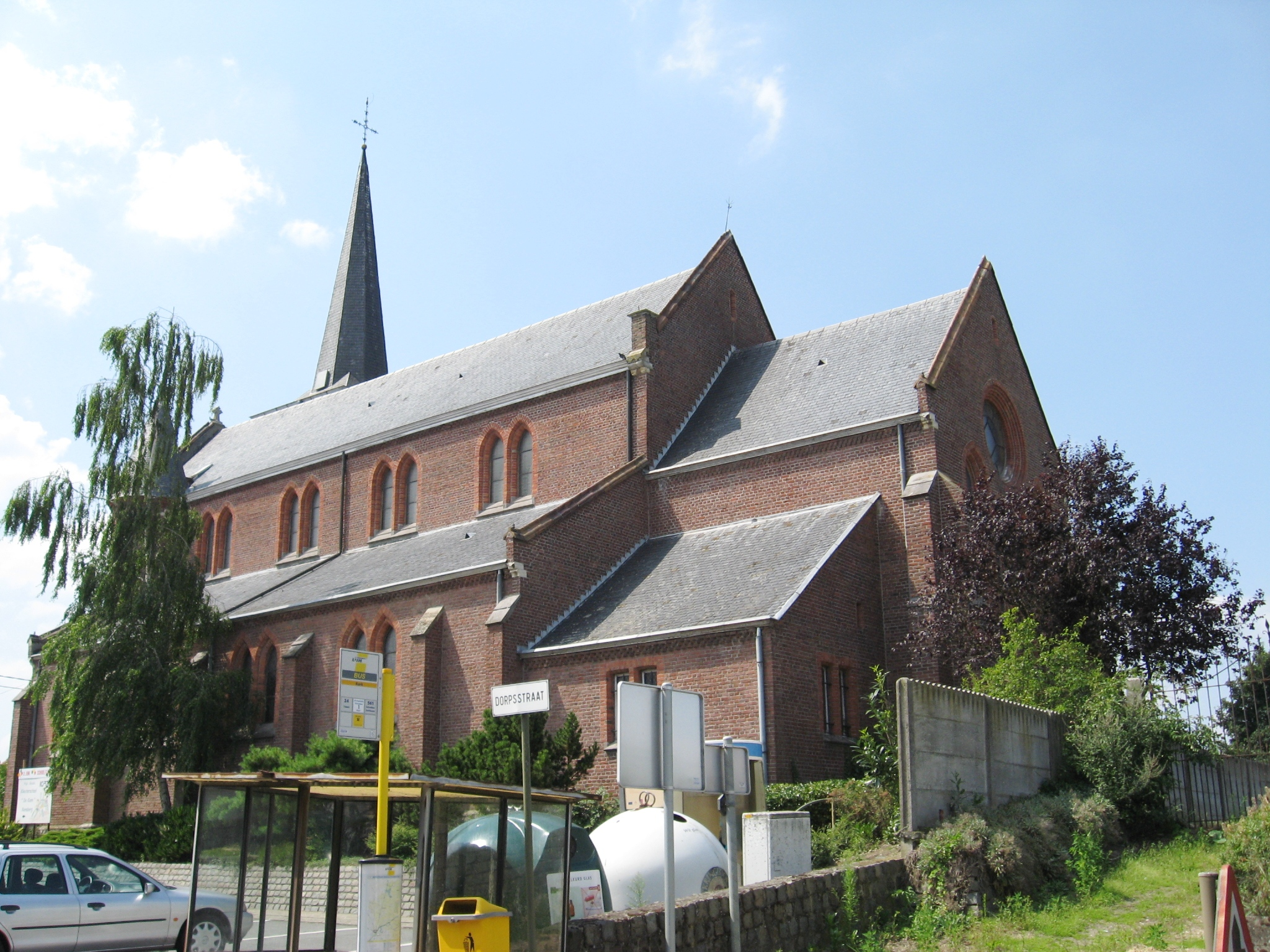
Onze-Lieve-Vrouw van de Rozenkranskerk, Ransberg, gebouwd 1419
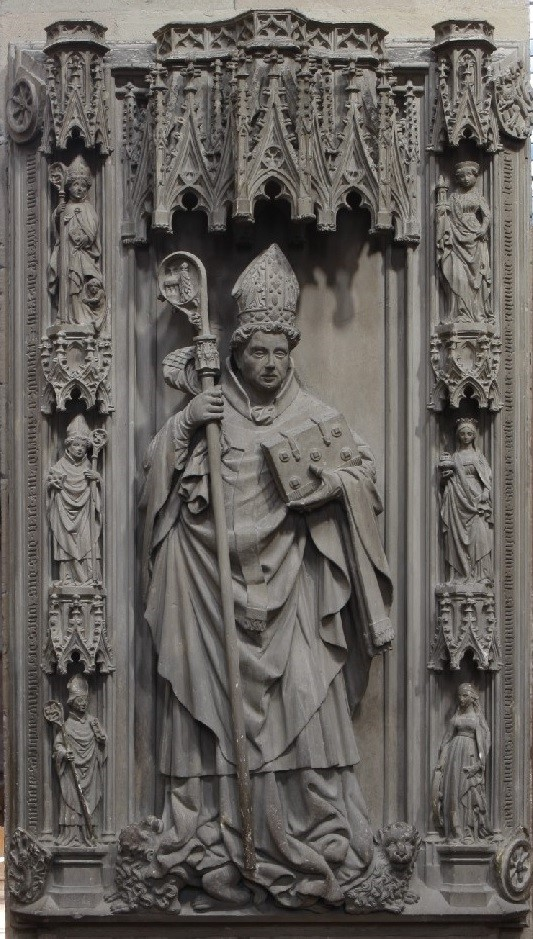
Grafmonument van Johan II van Nassau-Wiesbaden-Idstein

## Geboren
- 7 maart - Mathilde van de Palts, Duits edelvrouw
- 10 juli - Go-Hanazono, keizer van Japan (1428-1464)
- 1 november - Albrecht II van Brunswijk-Grubenhagen, Duits edelman
- Adolf XII van Schaumburg, Duits edelman
- Hendrik II van Wittem, Brabants edelman
- Jan II van Werst, Limburgs edelman
- Johan van Beaumont, Frans-Spaans edelman
- Johan van Nassau-Wiesbaden-Idstein, graaf van Nassau-Wiesbaden-Idstein
- Wessel Gansfort, Noord-Nederlands theoloog
- Onofrio de Santa Croce, Napolitaans bisschop (jaartal bij benadering)

## Overleden
- Johannes Brinckerinck (~59), Noord-Nederlands kloosterstichter
- 5 april - Vincent Ferrer (69), Aragonees prediker
- 11 juni - Rudolf III (~42), keurvorst van Saksen
- 2 juli - Everhard IV (30), graaf van Württemberg
- 16 augustus - Wenceslaus, koning van Duitsland (1378-1400) en Bohemen (1378-1419)
- 10 september - Jan zonder Vrees (48), hertog van Bourgondië (1404-1419)
- 23 september - Johan II van Nassau-Wiesbaden-Idstein (~59), aartsbisschop en keurvorst van Mainz
- 5 december - Eduard I van Devon (~62), Engels edelman
- 27 december - Johannes XXIII, tegenpaus (1410-1415) (vermoedelijke datum)
- 30 december - Wenceslaus II van Legnica (~71), Silezisch edelman en bisschop
- Hendrik VIII van Boutersem, Brabants edelman
- Przecław Słota, Pools edelman
- Thammaracha III, koning van Sukhotai (1400-1419)
- Tsongkhapa (~62), Tibetaans geestelijk leider
- Hendrik IX van Lubin, Silezisch edelman (jaartal bij benadering)
- Ixtlilxochitl I, koning van Texcoco (jaartal bij benadering)

## Fictie
- 1419 is de begindatum van het strategiespel Europa Universalis II